# Traité de Westminster (1655)
Pour les articles homonymes, voir Traité de Westminster.
Le Traité de Westminster du 3 novembre 1655 est un traité de paix et de commerce entre la France et le Commonwealth d'Angleterre, qui rend plus pacifiques les relations entre ces deux puissances, alors que les Anglais entrent en guerre contre l’Espagne.
La France réclame en vain la restitution de l'Acadie, question qui ne sera réglée que par le traité de Bréda en 1667.
Le traité consacre la liberté du commerce entre les deux nations, notamment concernant les vins de France et les draps d'Angleterre, à la seule restriction pour ces derniers des vérifications ordinaires de leur qualité.